# Pukyongosaurus
Pukyongosaurus – rodzaj zauropoda z rodziny Euhelopodidae żyjącego we wczesnej kredzie na terenach dzisiejszej Azji.
Gatunek typowy rodzaju, Pukyongosaurus millenniumi został opisany w 2001 roku przez Donga, Paika i Kima w oparciu (PKNU-G.102-109) o fragmentaryczny szkielet obejmujący m.in.: siedem niekompletnych kręgów szyjnych, żebro szyjne, niekompletne żebro grzbietowe, niekompletny obojczyk oraz fragmenty innych kości. Skamieniałości odkryto w datowanych na apt lub alb osadach formacji Hasadong w Korei Południowej. Materiał kopalny pochodzi prawdopodobnie od jednego osobnika. Budowa kręgów wskazuje na bliskie pokrewieństwo Pukyongosaurus i Euhelopus. Epitet rodzajowy gatunku typowego pochodzi od Pukyong National University, gdzie zatrudnionych było dwóch autorów opisu zauropoda, zaś gatunkowy oznacza „milenijny” i odnosi się do roku 2000.